# Chudobczyce
Chudobczyce (pol. do 1930 Chudopsice, niem. Dürrhund) – wieś sołecka w Polsce położona w województwie wielkopolskim, w powiecie międzychodzkim, w gminie Kwilcz. Miejscowość położona jest około 8,5 km na północny wschód od Kwilcza nieopodal południowego krańca jezioro Lubosz Wielki.

## Historia
Wieś historycznie należała do Wielkopolski. Ma metrykę średniowieczną i jest notowana od XV wieku. Po raz pierwszy wymieniona została w łacińskojęzycznym dokumencie z 1417 pod nazwą Chudopsicze, 1427 Chudopszicze, 1435 Chudopschycze, 1465 Chudopczicze, 1471 Chudopsice.
Miejscowość była wsią szlachecką w dobrach czarnkowskich należącą do lokalnej szlachty wielkopolskiej – Grodziskich, Polickich, Konińskich, Strzeleckich. W 1471 w powiecie poznańskim Korony Królestwa Polskiego. W 1508 należała do parafii Lubosz.
Wieś odnotowana została w archiwalnych, historycznych dokumentach. Po raz pierwszy w 1417 w sporze sądowym Niemierzy z Lubosza z Janem z Pniew o 5 kóp wołów, owiec i świń, które zostały zajęte na wypasie na żołędziach w lasach przynależnych do Chudobczyc oraz Zamorza. W 1435 bracia Niemierza oraz Sędziwój z Grodziska Wielkopolskiego zapisali swojej matce Annie 200 grzywien groszy posagu i wiana na wsi Lubosz wraz z przynależnościami, w tym m.in. z jeziorem Dobrzyczno, rezerwując dla wsi Chudobczyce w jeziorze Dobrzyczno Wielkim tonie Zgon, Postrzalna, Sitna i Sosnka. W 1465 Sędziwój Grodziski zapisał na Chudobczycach dla nowo fundowanej altarii w Grodzisku Wielkopolskim 8 grzywien czynszu rocznego za 96 grzywien z zastrzeżeniem prawa wykupu.
Miejscowość odnotowana została także w dokumentach podatkowych. W 1499 Chudobczyce figurują w wykazie zaległości podatkowych. W 1508 we wsi miał miejsce pobór z 7 półłanków, a w 1509 z 6 półłanków, 3 grosze z karczmy. W 1510 pobrano podatki z 5 półłanków. Wieś miała wówczas dwóch panów, 16 łanów, z tego 6 łanów osiadłych, 10 łanów opustoszałych, trzy łany opuszczone należące do sołectwa oraz karczmę. W 1520 Łukasz Chraplewski, zwany także Polickim, sprzedał Marcinowi Konińskiemu za 100 grzywien z zastrzeżeniem prawa wykupu jezioro Przegrodzanki we wsi Linie oraz połowę wsi Chudobczyce, które nabył od Burnety żony Jana Rosnowskiego. W 1538 Urszula wdowa po Marcinie Lwowskim oraz jej syn Stanisław dokonali podziału dóbr, w którym otrzymali także m.in. Chudobczyce. W 1545 syn Dobrogosta Stanisław Starszy Lwowski w podziale dóbr otrzymał 1/3 miasta Lwówek oraz m.in. Chudobczyce. W 1563 wieś liczyła 4 łany osiadłe, 4 1/4 łanów opustoszałych uprawianych przez kmieci. Karczma z powodu pożaru została zwolniona z płacenia podatków. W 1577 płatnikiem poboru ze wsi była kasztelanowa międzyrzecka Zofia z Tęczyńskich Ostrorogowa. W 1580 płatnikiem poboru był Jan Strzelecki. Zapłacił on podatek od 4 łanów, 2,5 łana opuszczonego, 10 owiec, pasterza oraz jednego zagrodnika.
W 1580 wieś szlachecka Chudopsice położona była w powiecie poznańskim województwa poznańskiego w Rzeczypospolitej Obojga Narodów.
W wyniku II rozbioru Rzeczypospolitej w 1793, miejscowość przeszła w posiadanie Prus i jak cała Wielkopolska znalazła się w zaborze pruskim. W okresie Wielkiego Księstwa Poznańskiego (1815-1848) miejscowość wzmiankowana jako Chudopsice należała do wsi większych w ówczesnym powiecie bukowskim, który dzielił się na cztery okręgi (bukowski, grodziski, lutomyślski oraz lwowkowski). Chudopsice należały do okręgu lwowkowskiego i stanowiły (wraz z osadą Rudna) majątek należący do Szlichtinga. Według spisu urzędowego z 1837 roku Chudopsice liczyły 214 mieszkańców, którzy zamieszkiwali 18 dymów (domostw).
W latach 1975–1998 miejscowość administracyjnie należała do województwa poznańskiego.
Od 1997 r. w Chudobczycach istnieje Regionalny Ośrodek Socjalno-Edukacyjny należący do Fundacji Pomocy Wzajemnej „Barka”. We wschodniej części wsi znajduje się zespół dworsko-folwarczny.
Park krajobrazowy o powierzchni 6,0 ha powstał na przełomie XIX i XX w. Na skraju parku stoi ładny eklektyczny dwór, zbudowany na początku XX w. według projektu architekta poznańskiego Rogera Sławskiego. Z Chudobczyc na północ od jeziora Lubosz Wielki prowadzi aleja starych ok. 200-letnich dębów. Przy zachodnim brzegu jeziora znajduje się niestrzeżone kąpielisko i Ośrodek Edukacyjno – Wypoczynkowy.